# Pro Patria et Libertate Unione degli Sports Bustesi 1928-1929
Questa voce raccoglie le informazioni riguardanti la Pro Patria et Libertate nelle competizioni ufficiali della stagione 1928-1929.

## Stagione
Per la Divisione Nazionale 1928-1929 la squadra di Busto Arsizio fu inclusa nel girone A. Il campionato, concluso al 5º posto, determinò la qualificazione della squadra alla Serie A 1929-1930, primo torneo di massima serie a girone unico. Il quinto posto ottenuto è stato il miglior piazzamento nella ultracentenaria storia della Pro Patria.
Si conferma ad altissimi livelli Carlo Reguzzoni che con 29 reti si piazza al terzo posto nella classifica dei marcatori della Divisione Nazionale, dietro a Gino Rossetti del Torino con 36 reti e Giuseppe Meazza dell'Ambrosiana con 33 centri. Il super attacco bustocco ne realizza anche 12 con Andrea Gregar e 11 reti con Mario Bonivento. Significativi il (7-0) al Novara, il (5-1) al Prato, ma la chicca di stagione è il (3-2) inflitto al Torino, campione d'Italia in carica, sotto la Mole Antonelliana.

## Divise
| Casa |

## Organigramma societario
Area direttiva
- Presidente: Carlo Marcora
- Vice presidente: Giuseppe Rossi
- Consiglieri: Carlo Rossi, Agostino Marcora, Enrico Bottigelli, Riccardo Bottigelli, Pio Garavaglia, Carlo Caimi, Silvio Venzaghi

Area tecnica
- Direttore tecnico: Carlo Caimi
- Allenatore: Imre János Bekey
- Preparatore atletico: Carlo Speroni

## Rosa
| N. |                   | Ruolo | Calciatore          |
| -- | ----------------- | ----- | ------------------- |
|    | Italia (bandiera) | P     | Carlo Montrasio     |
|    | Italia (bandiera) | P     | Giuseppe Raimondi   |
|    | Italia (bandiera) | D     | Paolo Agosteo       |
|    | Italia (bandiera) | D     | Attilio Fizzotti    |
|    | Italia (bandiera) | D     | Pio Mara            |
|    | Italia (bandiera) | D     | Bartolomeo Ravasio  |
|    | Italia (bandiera) | C     | Orlando Bocchi      |
|    | Italia (bandiera) | C     | Cesare Pellegatta   |
|    | Italia (bandiera) | C     | Aldo Borsani        |
|    | Italia (bandiera) | C     | Nicolò Giacchetti   |
|    | Italia (bandiera) | C     | Giuseppe Lombardini |

| N. |                   | Ruolo | Calciatore                |
| -- | ----------------- | ----- | ------------------------- |
|    | Italia (bandiera) | A     | Mario Bonivento           |
|    | Italia (bandiera) | A     | Italo Breviglieri         |
|    | Italia (bandiera) | A     | Alessandro Cassar         |
|    | Italia (bandiera) | A     | Giovanni Colombo I        |
|    | Italia (bandiera) | A     | Carlo Colombo II          |
|    | Italia (bandiera) | A     | Valentino Crosta          |
|    | Italia (bandiera) | A     | Angelo Giani              |
|    | Italia (bandiera) | A     | Andrea Gregar I           |
|    | Italia (bandiera) | A     | Natale Masera             |
|    | Italia (bandiera) | A     | Giovanni Battista Rebuffo |
|    | Italia (bandiera) | A     | Carlo Reguzzoni           |

## Risultati

### Divisione Nazionale

#### Girone di andata
| Arbitro: | Dani (Genova) |

|                    |           |  |
| Reguzzoni 42’, 82’ | Marcatori |  |

| Arbitro: | Garbieri (Genova) |

|                        |           |                             |
| Magnozzi 25’ Volpe 44’ | Marcatori | 62’ V. Crosta 70’ Reguzzoni |

| Arbitro: | Turra (Padova) |

|                           |           |                |
| Ravasio 80’ Reguzzoni 87’ | Marcatori | 43’ Costantino |

| Arbitro: | A. Gama (Milano) |

|             |           |  |
| Landini 20’ | Marcatori |  |

| Arbitro: | Lenti (Genova) |

|                                  |           |             |
| A. Gregar 13’, 42’ V. Crosta 61’ | Marcatori | 26’ Gardini |

| Arbitro: | Malagodi (Ferrara) |

|                  |           |                          |
| Ferrais 28’, 38’ | Marcatori | 43’ Bonivento 55’ Cassar |

| Arbitro: | Medica (Bologna) |

|                             |           |             |
| Bonivento 35’ Reguzzoni 52’ | Marcatori | 62’ Villini |

| Arbitro: | Guarnieri (Milano) |

|                                              |           |                                  |
| Vecchina 1’, 73’, 84’ (rig.) E. Chiecchi 75’ | Marcatori | 55’, 78’ A. Gregar 60’ Reguzzoni |

| Arbitro: | Turbiani (Ferrara) |

|               |           |                                              |
| Bonivento 76’ | Marcatori | 20’ G. Rossetti 24’ Baloncieri 68’ Libonatti |

| Arbitro: | Osti (Ferrara) |

|                                       |           |                                |
| A. Gregar 60’, 75’ Reguzzoni 74’, 84’ | Marcatori | 9’ Bossi 54’ Volk 66’ D'Aquino |

| Arbitro: | Pessato (Monfalcone) |

|                                             |           |               |
| Gandini 4’ Ferrari 36’ E. Banchero 53’, 73’ | Marcatori | 65’ Reguzzoni |

| Arbitro: | Casetta (Milano) |

|                             |           |                 |
| Reguzzoni 45’ A. Gregar 90’ | Marcatori | 42’ Migliavacca |

| Arbitro: | Sani (Ferrara) |

|                                           |           |                                  |
| Pastore 5’ D. Gay 15’ G. Santagostino 54’ | Marcatori | 35’ (aut.) Sgarbi 63’ G. Colombo |

| Arbitro: | A. Gama (Milano) |

|                                      |           |                             |
| Marucco 27’ (rig.) Tognazzi 40’, 48’ | Marcatori | 14’ V. Crosta 26’ A. Gregar |

| Arbitro: | Bruna (Venezia) |

|                     |           |                              |
| C. Colombo 37’, 39’ | Marcatori | 30’, 60’ Cambiaso 88’ Pescia |

#### Girone di ritorno
| Bergamo 3 febbraio 1929 16ª giornata | Atalanta         | 0 – 0 | Pro Patria | Stadio Mario Brumana\| Arbitro: \| Carraro (Padova) \| |
| Arbitro:                             | Carraro (Padova) |       |            |                                                        |

| Arbitro: | Lenti (Genova) |

|                                     |           |             |
| G. Colombo 11’ Reguzzoni 35’ (rig.) | Marcatori | 29’ Alberti |

| Bari 17 febbraio 1929 18ª giornata | Bari           | 0 – 0 | Pro Patria | Campo degli Sports\| Arbitro: \| Lenti (Genova) \| |
| Arbitro:                           | Lenti (Genova) |       |            |                                                    |

| Arbitro: | Malagodi (Ferrara) |

|                             |           |               |
| Reguzzoni 40’ Bonivento 72’ | Marcatori | 82’ It. Rossi |

| Arbitro: | Bruna (Venezia) |

|               |           |               |
| Carnevali 52’ | Marcatori | 21’ Bonivento |

| Arbitro: | Girelli (Verona) |

|                                                   |           |             |
| Reguzzoni 41’ (rig.), 64’, 82’ Bonivento 63’, 67’ | Marcatori | 49’ Bertini |

| Arbitro: | Osti (Ferrara) |

|                |           |                                   |
| L. Gazzari 82’ | Marcatori | 14’, 65’ Reguzzoni 43’ G. Colombo |

| Arbitro: | Turbiani (Ferrara) |

|                                  |           |  |
| Reguzzoni 17’, 54’ V. Crosta 73’ | Marcatori |  |

| Arbitro: | Dani (Genova) |

|                              |           |                                  |
| G. Rossetti 46’ Vincenzi 63’ | Marcatori | 23’, 30’ Reguzzoni 56’ A. Gregar |

| Arbitro: | Lenti (Genova) |

|                                                |           |  |
| Bernardini 16’ Chini Ludueña 21’ Fasanelli 76’ | Marcatori |  |

| Arbitro: | Mastellari (Bologna) |

|                                                 |           |  |
| Reguzzoni 20’, 37’ G. Colombo 27’ A. Gregar 44’ | Marcatori |  |

| Arbitro: | Gonani (Ravenna) |

|                             |           |                                |
| Demarchi 1’, 35’ Orcesi 64’ | Marcatori | 15’ (rig.), 30’, 72’ Reguzzoni |

| Arbitro: | Lenti (Genova) |

|  |           |                                           |
|  | Marcatori | 40’ Tansini 54’ Torriani 57’, 84’ Pastore |

| Arbitro: | Turbiani (Ferrara) |

|                                                                    |           |  |
| Bonivento 20’, 68’ Reguzzoni 49’, 62’, 64’ Giani 75’ A. Gregar 77’ | Marcatori |  |

| Arbitro: | Asei Conte (Vercelli) |

|                                     |           |                                                    |
| Bruno 58’ L. Poggi 60’ Montaldo 77’ | Marcatori | 3’, 29’ Bonivento 59’ A. Gregar 79’, 84’ V. Crosta |